# Sophronisca mirei
Sophronisca mirei är en skalbaggsart som beskrevs av Stefan von Breuning 1967. Sophronisca mirei ingår i släktet Sophronisca och familjen långhorningar. Inga underarter finns listade i Catalogue of Life.